# Pedro Osores de Ulloa
Pedro Osores de Ulloa (Vigo, 1554 – Concepción, 18 settembre 1624) è stato un generale spagnolo, Governatore Reale del Cile dal novembre 1621 al settembre 1624.
Sostituì Cristóbal de la Cerda y Sotomayor. Sul letto di morte, Osores nominò il cognato Francisco de Álava y Nureña come governatore temporaneo del Regno del Cile. Fu anche cavaliere dell'Ordine Militare di Alcántara.